# Amycus annulatus
Amycus annulatus är en spindelart som beskrevs av Simon 1900. Amycus annulatus ingår i släktet Amycus och familjen hoppspindlar. Inga underarter finns listade i Catalogue of Life.